# 罗特巴赫大桥 (1924年通车)
罗特巴赫大桥（德語：Rotbachbrücke）是瑞士东北部的一座橋梁，位于外阿彭策尔州与内阿彭策尔州边界，连接通向阿彭策尔的公路，跨过锡特河的支流罗特巴赫河，为钢筋混凝土拱桥，1924年建成通车。1984年在其北侧新建的桥梁通车后，1985年老桥拆除。